# Fredrik Garmann
Fredrik Torp Garmann, född den 9 november 1850 i Bergen, död den 4 december 1907 i Kristiania, var en norsk skådespelare.
Garmann var 1876–1889 anställd vid Bergens nationella scen och från 1889 vid Kristiania teater (från 1899 Nationaltheatret). Garmann var en sällsynt fantasifull, intressant och originell, men oberäknelig skådespelare. Bland hans främsta roller märks Hermann von Bremen i Den politiske kannstöparen och Tygesen i Geografi och kärlek.